# Creg-ny-Baa
Creg-ny-Baa (Manx: "Rots of heuvel van de koe") is een markant punt langs de A18 Mountain Road tussen Ramsey en Douglas in de civil parish Onchan op het eiland Man. Bij Creg-ny-Baa ligt de splitsing met de B12 Creg-ny-Baa Back Road.
De plaats wordt gedomineerd door het Creg-ny-Baa Public House, een hotel en restaurant dat in het verleden ook the Keppel Hotel en Creg-ny-Baa Hotel heette. Dit hotel ligt 240 meter boven zeeniveau.

## Isle of Man TT en Manx Grand Prix
De A18, en daarmee ook Creg-ny-Baa, maakt deel uit van de Snaefell Mountain Course, het stratencircuit dat wordt gebruikt voor de Isle of Man TT en de Manx Grand Prix. Creg-ny-Baa ligt tegenwoordig tussen de 34e en de 35e mijlpaal van het circuit. Het maakte ook al deel uit van de Highroads Course en de Four Inch Course, waarop tussen 1904 en 1911 de Gordon Bennett Trial en de Tourist Trophy voor auto's werden verreden en van de Clypse Course die van 1954 tot 1959 werd gebruikt voor de Lightweight TT, de Ultra-Lightweight TT en de Sidecar TT.

### Publiek, coureurs, organisatie en pers
Voor de toeschouwers van de races is Creg-ny-Baa een van de meest populaire plaatsen. Hoewel het circuit 60 km lang is, zijn er vooral sinds veiligheidsmaatregelen in 2008 slechts weinig plaatsen waar het publiek mag kijken en bovendien gebruik kan maken van toiletten en iets te eten en drinken kan krijgen. Daar komt nog bij dat Creg-ny-Baa slechts 5,1 km van de start/finish in Douglas ligt. Al in de eerste jaren van de Isle of Man TT kwamen toeschouwers van de boot in Douglas en zij gingen in groten getale naar "the Creg". Men kwam met charabancs, taxi's en rijtuigen naar boven en genoot van het uitzicht over het zuidelijke deel van het eiland en de Ierse zee, maar ook van de races. In 1931 stonden er 118 bussen op de parkeerplaats achter het hotel en men schatte dat er in 1936 5.000 toeschouwers waren. Tijdens de Senior TT van 1949 waren het er al 8.000. Ook de races zijn goed te volgen: wie een kaartje koopt op een van de tijdelijke tribunes kan de coureurs vanaf Kate's Cottage 800 meter zien aankomen en daarna nog eens ruim 900 meter volgen richting Gob-ny-Geay en Brandish Corner. In het verleden stond er bij Creg-ny-Baa een voetgangersbrug, waardoor het publiek naar de andere kant van het circuit kon lopen. Het hotel heeft veel eigenaren gehad, waarvan sommigen zelfs bereid waren voor de ochtendtrainingen om 5 uur open te gaan om de coureurs van thee of een ontbijt te voorzien. Soms was er een arts gestationeerd tijdens trainingen en wedstrijden en in de beginjaren was Creg-ny-Baa een van de slechts zeven locaties waar een telefoon aanwezig was. Toen de BBC radioverslagen ging verzorgen was Creg-ny-Baa een van de locaties voor de reporters. Ook fotografen kwamen graag naar het hotel en daarom was (en is) de omgeving tijdens racedagen helemaal volgehangen met reclame-spandoeken.

### Circuitverloop
| De benadering van Creg-ny-Baa is in de loop van de geschiedenis veranderd door de verharding en aanpassingen van de bocht. Coureurs hebben ook hun eigen kijk op de bocht, het aanremmen en het uitaccelereren ervan. Sommigen remmen vroeg genoeg om de bocht soepel te nemen en momentum te houden voor het snelle stuk naar Gob-ny-Geay, anderen remmen laat om de snelheid vanaf "Kate's" zo lang mogelijk vast te houden en sturen dan vrij hoekig in met een late apex. - Geoff Duke in het begin van de jaren vijftig: "Afremmen tot ongeveer 55 kilometer per uur en als het talud links eindigt scherp naar rechts draaien met een 90° bocht waarbij je de koppeling gebruikt. Met 70 tot 80 km/h uitaccelereren waarbij je met je schouder bijna de muur aan de rechterkant raakt." - Bob McIntyre, die in 1957 de eerste "ton" (100 mph gemiddeld) reed: "Laat en hard afremmen tot 80 km/h. De remmen verwerken zoveel energie dat ze bijna een plaatselijke hittegolf veroorzaken." - Steve Hislop, meervoudig winnaar in de jaren tachtig en -negentig gebruikte de hobbels in de weg om op te schakelen. Dat deed hij "omdat het zorgt dat het voorwiel niet te ver omhoog komt." Hislop zei over de bocht zelf: "Je kunt te moedig zijn met het aanremmen en er een puinhoop van maken." - John McGuinness, die in 2013 al 20 overwinningen op zijn naam had: "Een makkelijke bocht om eraf te vallen." - Graeme Crosby zag al snel de praktische kant van stranden bij Creg-ny-Baa. Het overkwam hem tijdens zijn eerste TT en hij merkte op: "Ik heb geleerd dat het belangrijkste als je stilvalt is, dat je het bij een pub doet." |

Vanaf de bocht bij Kate's Cottage rijden de coureurs over een kaarsrechte, dalende maar ook golvende weg naar Creg-ny-Baa. Door de daling konden er zelfs in de eerste jaren van de TT van Man al behoorlijk hoge snelheden gehaald worden. Voor de motoren was dit zelfs een van de moeilijkste stukken, want de machines zonder toerenteller konden gemakkelijk over hun toeren gejaagd worden. Als ze dan aan het einde van dit stuk bij Creg-ny-Baa rechtsaf moesten, moest er alleen met de achterrem flink geremd worden. Die rem werd meestal nog met de hand bediend, maar moest losgelaten worden om de handschakeling te kunnen bedienen. Die zat bijna altijd rechts van de tank en sommige coureurs schakelden met hun linkerhand om te kunnen blijven remmen. Toen de voorremmen in het begin van de jaren twintig in zwang kwamen hadden veel coureurs er nog niet veel vertrouwen in. Paddy Johnston zei er later over: "De voorremmen in die tijd waren meer een decoratie". Na de Senior TT van 1921 was de lak van de voorvelg van winnaar Howard R. Davies nog onbeschadigd. Hij legde uit dat hij de voorrem de hele race niet gebruikt had. Toch moest hij bij Creg-ny-Baa van 120 km/h naar 55 km/h afremmen om de bocht te kunnen halen, terwijl de weg nog onverhard was. Stanley Woods herinnerde zich dat in die tijd een aantal Schotse jongens bezems meebrachten om de weg bij Creg-ny-Baa te vegen (misschien kregen ze dan wel toffees van hem, want Stanley was toffeemaker van beroep en hij bracht ze ook mee voor de scouts die het scorebord in Douglas bijwerkten). Toen de Clypse Course in 1954 in gebruik werd genomen naderden de coureurs Creg-ny-Baa vanuit het zuiden (Brandish Corner) en draaiden dan rechtsaf de Creg-ny-Baa Back Road in. Die weg wordt tegenwoordig vrij gehouden als vluchtweg voor rijders die te laat remmen.
In de beginjaren stond er in de buitenbocht een stenen muur, die men ooit is gaan afdekken met wat werd omschreven als "schragen, matrassen en zandzakken". In 1929 beschreef een coureur de bocht als "de gevreesde Creg waar matrassen voor de muren staan voor het geval dat een rijder de bocht verkeerd inschat of problemen met zijn remmen heeft." De matrassen werden in die tijd verzorgd door de Leicester Rubber Company, die ze leverde onder de merknaam "John Bull". De reclamespandoeken uit die tijd noemden ook de "John Bull Tyres". Het hotel zelf wordt tegenwoordig beschermd door een stalen hek om de toeschouwers tegen te houden en luchtkussens om de coureurs te beschermen.

### Aanpassingen aan het circuit
Vroeger stond er ook in de binnenbocht een stenen muur met een hek om de schapen van de weg af te houden. In de winter van 1938-1939 zou de bocht minder scherp gemaakt worden door het talud in de binnenbocht in te snijden, maar dat ging niet door. Later werd dit werk alsnog uitgevoerd, maar het asfalt bleef gewoon op zijn plaats. De insnijding was alleen bedoeld om het uitzicht voor het normale verkeer beter te maken. Aan het einde van de jaren dertig werd het talud aan de linkerkant wél ingekort bij de zijweg richting Laxey. Men verwachtte dat de coureurs daardoor ook meer ruimte kregen en later konden remmen en insturen, maar het extra stukje weg was daar te slecht voor. Het normale verkeer had ook zijn invloed op het wegdek en in 1939 waarschuwden de coureurs elkaar al tijdens de trainingen dat er bij Creg-ny-Baa een nieuwe "hobbel" was ontstaan en dat het wegdek erna erg slecht was. In de winter van 1953-1954, toen de Clypse Course in gebruik moest worden genomen, moest (waarschijnlijk voor de zijspanklasse) de weg worden verbreed op de A18 bij Creg-ny-Baa, Signpost Corner, Cronk-ny-Mona en op de weg richting Governor's Bridge. Ook de weg naar Quarterbridge (A2 Douglas-Peel) werd verbreed en opnieuw geasfalteerd en de sprongen bij de Highlander en bij Ballagarraghyn werden verwijderd. Verdere verbredingen vonden plaats bij Handley's Corner, Barregarrow, Rhencullen, Ballaugh Bridge, Ginger Hall en Kerrowmoar.

## Gebeurtenissen bij Creg-ny-Baa
Na de dood van Victor Surridge in 1911 boycotten een aantal fabrieken de TT van 1912. Surridge was het eerste slachtoffer van de Mountain Course. In 1913 verongelukte Frank Bateman terwijl hij aan de leiding lag van de Senior TT doordat hij met zijn Rudge een lekke band kreeg. Hij was het tweede slachtoffer van het circuit, maar na hem verongelukte er nooit meer iemand bij "the Creg", terwijl coureurs het er toch over eens waren dat het een moeilijk en gevaarlijk deel van het circuit was.

## Trivia
- In 1925 was het circuit geasfalteerd waardoor de snelheden veel hoger werden. A.M. Harvey was echter te overmoedig en bij het aanremmen bij Creg-ny-Baa ging hij over de kop. Hij werd van zijn machine geworpen en vloog tegen de muur in de buitenbocht. Hij rolde gelukkig verder, want zijn machine maakte nog enkele salto's in de lucht en raakte de muur op precies dezelfde plaats.
- Percy "Tim" Hunt zou later nog TT's winnen, maar in 1928 reed hij nog in het Manx Amateur Road Race Championship. Hij viel stil bij Creg-ny-Baa maar had zo veel voorsprong dat hij de laatste kilometers naar de finish had kunnen rollen en duwen en toch nog een podiumplaats halen. Hij besloot toch bij het Keppel Hotel te blijven, omdat daar een bar was.
- Henry Tyrell-Smith verloor in 1933 bijna zijn zilveren replica tijdens de Lightweight TT toen de marshals bij Creg-ny-Baa plotseling om onbekende redenen de wegen openden voor het normale verkeer, terwijl de laatste ronde van de race nog bezig was. Gelukkig kreeg hij van de organisatie voor zijn langzame laatste ronde dezelfde tijd als de voorlaatste ronde.
- Ondanks de veiligheidsmaatregelen is het hotel in het verleden enkele keren geraakt door coureurs: In 1939 reed W.N. Webb tegen het hotel aan waarbij hij een been brak en in 1964 reed Michael Bennett tijdens de Manx Grand Prix door de voordeur naar binnen. Hij zei later dat hij de hele bocht vergeten was…
- De sfeer tussen de Yamaha-fabrieksrijders Phil Read en Bill Ivy was in 1968 zeer slecht. Het team had Ivy opdracht gegeven om Read de Lightweight 125 cc TT te laten winnen. Dat wilde Ivy wel doen, maar wel zo dat iedereen het zag. Tijdens de laatste ronde stopte hij bij Creg-ny-Baa om Read tijd goed te laten maken. Read verklaarde later: "Ik had liever gehad dat hij gewoon had gewonnen."
- Dave Saville was een succesvol zijspanrijder die de Sidecar TT twee keer won. Hij had echter ook plezier in het rijden met klassieke solomotoren en daarom nam hij weleens deel aan de Classic Senior TT tijdens de Manx Grand Prix. In 1993 viel hij hard bij Creg-ny-Baa, waardoor hij verlamd raakte en zijn carrière moest beëindigen.

(Markante punten in cursief zijn onofficiële punten of worden alleen gebruikt binnen Marshal Sectors)
1e mijl:
TT Grandstand ·
Nobles Park ·
St Ninian's Crossroads ·
Bray Hill ·
Ago's Leap ·
Quarterbridge Road ·
1st Milestone ·
2e mijl:
Wal Handley Memorial Seat ·
Quarterbridge ·
Port-y-Chee Meadow ·
Braddan Bridge ·
Jubilee Oak ·
Braddan Bridge House ·
Braddan Depot ·
Snugborough (Cronk Dhoo) ·
2nd Milestone ·
3e mijl:
Union Mills (Mullen Dhoo, Mwyllin Dhoo Aah, Mullin Doway) ·
Railway Inn ·
Ballahutchin Hill (Elm Bank Hill) ·
3rd Milestone ·
4e mijl:
Ballafreer ·
Glenlough ·
Ballagarey Corner ·
Glen Vine (Glen Darragh) ·
Ballabeg ·
4th Milestone ·
5e mijl:
Crosby ·
Crosby Left (Vicarage Corner) ·
Crosby Cross-Roads ·
5th Milestone ·
6e mijl:
Crosby Hill (Ballaglonney Hill of Halfway Hill) ·
Halfway House (The Waggon & Horses) ·
St Trinian's ·
The Highlander ·
Greeba Verandah ·
Pear Tree Cottage ·
Greeba Castle ·
6th Milestone ·
7e mijl:
Appledene (Shimmin's Corner) ·
Central Valley (Greeba Gap) ·
Greeba Bridge ·
The Hawthorn ·
Knock Breck ·
Gorse Lea ·
7th Milestone ·
8e mijl:
Ballagarraghyn ·
Ballacraine ·
Ballaspur ·
Ballig ·
8th Milestone ·
9e mijl:
Ballig Bridge ·
Doran's Bend ·
Laurel Bank ·
9th Milestone ·
10e mijl
Glen Moar Mill ·
Black Dub ·
Quarter-Distance Marker ·
The Vaish ·
Glen Helen (Glen Rhenass) ·
Sarah's Cottage ·
Creg Willey's Hill ·
10th Milestone ·
11e mijl:
Lambfell Beg ·
Lambfell (Moar) Cottage ·
Cronk-y-Voddy (Cronk-y-Voddy Straight) ·
Cronk-y-Voddy Cross Roads ·
Molyneux's ·
Cronk Bane Farm ·
11th Milestone ·
12e mijl:
Drinkwater's Bend ·
Handley's Corner (Cronk-y-Fedjag, Ballamenagh) ·
12th Milestone ·
13e mijl:
McGuinness's (Shoughlaigue Bridge) ·
Ballaskyr ·
Barregarrow Cross Roads (Cronk Aashen) ·
Barregarrow ·
Little Bray ·
Barregarrow Bottom ·
Cammal Farm ·
Cronk Urleigh ·
13th Milestone ·
14e mijl:
Ballalonna Bridge ·
Westwood Corner ·
Ballakinnag ·
14th Milestone ·
15e mijl:
Douglas Road Corner ·
Glen Wyllin Corner ·
The Mitre ·
Dave Saville Memorial Seat ·
Kirk Michael ·
The White House ·
15th Milestone ·
16e mijl:
Birkin's Bend ·
Rhencullen ·
Bishopscourt ·
Bishopscourt Farm Bends ·
Bishopscourt Straight ·
Orrisdale North ·
16th Milestone ·
17e mijl:
Dub Cottage (Bishop's Dub) ·
Alpine Cottage ·
Balla Cobb ·
17th Milestone ·
18e mijl:
Ballaugh Bridge ·
Ballaugh ·
Gwen's ·
Ballacrye Corner ·
Ballacrye ·
18th Milestone ·
19e mijl:
Quarry Bends ·
Ballavolley ·
Wildlife Park ·
Sulby Straight ·
Half-distance Marker ·
19th Milestone ·
20e mijl:
Sulby ·
Sulby Glen Hotel ·
Sulby Crossroads ·
Sulby Bridge ·
20th Milestone ·
21e mijl:
Ginger Hall ·
Kerrowmoar ·
21st Milestone ·
22e mijl:
Glen Duff ·
Glentramman ·
Temple Corner (Water Through Corner) ·
Glentramman Loop Road ·
Churchtown ·
Caravan ·
22nd Milestone ·
23e mijl:
Lezayre War Memorial ·
Ballakillingan ·
Conker Fields ·
K-tree ·
Sky Hill ·
Milntown Cottage (Pinfold Cottage) ·
Milntown Bridge (Glen Auldyn Bridge) ·
Milntown ·
Gardener's Lane ·
23rd Milestone ·
24e mijl:
Lezayre Road ·
School House Corner (Crossags, Russel's Corner) ·
Parliament Square ·
Queen's Pier Road ·
Ramsey Depot ·
Cruickshanks Corner ·
May Hill ·
24th Milestone ·
25e mijl:
Whitegates ·
Stella Maris ·
Ramsey Hairpin ·
Little Gooseneck ·
Water Works Corner ·
Ballure Reservoir ·
Mountain Section ·
Tower Bends ·
25th Milestone ·
26e mijl:
Gooseneck ·
Joey's (26th Milestone) ·
27e mijl:
Guthrie's Memorial ·
The Cutting ·
27th Milestone ·
28e mijl:
Milligan's Bridge ·
Mountain Mile ·
28th Milestone ·
29e mijl:
Three-Quarter distance marker ·
Mountain Box (East Mountain Gate, East Snaefell Gate) ·
29th Milestone ·
30e mijl:
Casey's (Rice's Corner, George's Folly) ·
Black Hut (Stonebreakers Hut, Shepherd's Hut) ·
John Smyth Memorial Shelter ·
Verandah ·
30th Milestone ·
31e mijl:
Bungalow Bridge ·
Stonebridge ·
Les Graham Memorial ·
Bungalow Bends ·
McIntyre Box ·
Murray's Museum ·
Joey Dunlop Memorial ·
The Bungalow ·
31st Milestone ·
32e mijl:
Hailwood's Rise ·
Hailwood's Height ·
Brandywell (West Mountain Gate, Beinn-y-Phott Gate, Bungalow Gate) ·
Duke's (32nd Milestone) ·
33e mijl:
Windy Corner (Nobles Corner) ·
Nobles Park Road ·
Slieu Lhost Quarry ·
Thirty-Third (33rd Milestone) ·
34e mijl:
Keppel Gate (Clarke's Corner) ·
Kate's Cottage (Shepherd's House) ·
34th Milestone ·
35e mijl:
Creg-ny-Baa (the Keppel Hotel) ·
Gob-ny-Geay (Sunny Orchard) ·
35th Milestone ·
36e mijl:
Brandish Corner (Telegraph Hill, O'Donnell's en Upper Hillberry Corner) ·
Hillberry Corner ·
36th Milestone ·
37e mijl:
Glen Dhoo Farm ·
Hillberry Road ·
Cronk-ny-Mona ·
Johnny Watterson's Lane ·
Signpost Corner ·
Bedstead Corner ·
The Nook ·
37th Milestone ·
38e mijl:
Bemahague ·
Governor's Bridge ·
Governor's Dip ·
Glencrutchery Road ·
38th Milestone